# La segretaria per tutti

La segretaria per tutti est un film comique italien réalisé par Amleto Palermi, sorti en 1933, mettant en vedette Vittorio De Sica. Le film a été tourné sur la scène du Teatro Argentina à Rome.

## Synopsis
Le film est une compilation cinématographique de quatre sketches ayant trait à des histoires sentimentales, issus du spectacle de la « Compagnie Za-Bum », très active au début des années 1930.

## Fiche technique
- Titre : La segretaria per tutti
- Réalisation : Amleto Palermi
- Photographie : Arturo Gallea
- Scénario : Oreste Biancoli, Dino Falconi, Mario Mattoli, Amleto Palermi
- Musique : Vittorio Mascheroni
- Montage : Amleto Palermi
- Production : Mario Mattoli
- Durée : 88 minutes
- Date de sortie : 1933
- Pays de production :  Royaume d'Italie[1].

## Distribution
- Amelia Chellini
- Franco Coop
- Rocco D'Assunta
- Vittorio De Sica
- Tino Erler
- Armando Falconi
- Rina Franchetti
- Paola Giorgi
- Umberto Melnati
- Camillo Pilotto
- Pina Renzi
- Checco Rissone
- Giuditta Rissone
- Ermanno Roveri
- Adele Carlucci